# 姓名判断
姓名判断（せいめいはんだん）とは、数秘術の1つであり、人の姓名からその人の性格や人生の趨勢、適職、恋愛の傾向、結婚運・家庭運、かかりやすい病気など、一般に運勢として総称される事柄について解釈を与える手法の一つ。
日本では伝統的に、人の姓名で使用する文字の画数から5つの格数を算出し、それらに与えられた伝統的・経験的な解釈に基づいて解釈を行うものが主流を占める。本項でも、この立場について解説する。加えて、生年月日（人物の持つ本来の性質・役割）と、姓名の陰陽二気（身体的調和）、および姓名が発音されるときの音を五行に対応させた際の調和、八卦・九星などの数理との関係、姓名を文として解釈するところの意味などを考慮して、総合的な鑑定を示す流派もある。
他方、少数ではあるが、姓名の音（母音、子音）に着目する流派も存在する。
姓名判断は古代中国の陰陽五行説という哲学的思想に端を発しているが、近代では各人の実際の人生や運勢を検証したうえで、5運の画数と照らし合わせて画数の意味に修正を加えるというデータ重視の考え方が主流となっており、占いから統計学的なものへと変貌を遂げている。
姓名判断に科学的根拠が示されているわけではないが、名前が運勢を左右する理由として、名前から本人や他人が受ける印象がその人の人生の傾向に影響を及ぼしているのではないかといった幾つかの説がある。

## 五運
以下に示すのは一例であり、実際の姓名判断の方法は、姓名判断を行う各人によって微妙に異なる。この他、五行を用いた三才で健康運を見ることもある。伏運、社会運、家庭運を出す流派もある。

### 天格（祖格）
姓の総画数。霊数は加えない。祖先運。一般的に晩年になるほど影響力を強めるとされる。
天格だけで吉凶は判断しないが、姓と名の画数の関係が、姓名判断においては重要であるとされる。
婚姻をすると一般的には配偶者のどちらか一方の姓を他方の姓に合わせるため、配偶者の一方は婚姻後には天格が変わり、したがって総画も変化することになる。

### 人格（主格）
姓の最後と名の第一字を足したもの。主運。姓と名双方の画数を用いることから、姓名の中心、五運の中核を成す。
同一の格数であっても、姓と名からどのような画数が組み合わさっているかによって、その強弱が左右される。
人物の内面をあらわし、家庭・仕事・結婚運、中年期の運勢に影響を与える。具体的には、人格が吉数であれば性格面で良い影響（物事を前向きに考える、積極的に活動できる、自信にあふれる等）が現れ、逆に凶数であれば悪い影響（物事を悪く捉える、自信を喪失しやすい、他人を妬みがち等）が現れる。本来は性格面を表象する数であるが、人間の性格が人と触れ合う際に意味がある以上、必然的にこの数が仕事運や家庭運を司ることになる。

### 地格
名の画数の合計。一字名でもその人の性格をあらわす。霊数は加えない（加える説もある）。
幼年期の運勢をあらわし、人物の成長過程に強い影響を与えるため、性格、才能、金運、適職、性的傾向に関与する。
原則的に、人格が人間の内面を表象する数であるのに対し、地格は「他人に対する自分の印象」を表す数である。吉数であれば、他人から良い目で見られ、社交性に富む。逆に凶数であれば、他人から良い印象を受けない。上の金運や性的傾向・適職に関与するとはここから導かれる帰結である。

### 外格
総格から人格を引いた画数。
一字姓や一字名の場合は、霊数を加えて計算する流派と、霊数を加えずに計算する流派がある。
例えば、名前が「山田宏」であれば、人格はいずれの流派でも田＋宏で12画となるが、外格は、山＋1（霊数）で外格4画と計算する流派と、山＋宏で外格10画と計算する流派がある。
外格は家族や職場などの外因的要素、対人関係・社会的環境一般の運勢。
人生は人間関係によって決まるといっても過言ではない。他の数が吉数でも外格が凶数であれば人間関係に恵まれず、人生の実りを大きく損ねる可能性があるので注意する必要がある。逆に吉数であればよき友人・よき配偶者・よき上司・よき先輩等に恵まれる。

### 総格
姓名の総画数。霊数は加えない。人生を歩むにつれて色濃くでてくるといわれ、人生全体の運勢に影響を与え、晩年になるほど総格の影響は大きくなると言われている。

### 霊数
一字姓・一字名の場合に足す数。本来、姓名判断では二文字以上の姓名を前提として鑑定方法が確立されているので、一文字の姓名においては天格・地格・外格の鑑定の際、仮数として1を加えて鑑定する流派があり、この仮数を霊数と呼ぶ。
但し、鑑定士によっては霊数を加えず、そのままの数で鑑定する者も多くいる。ちなみに、どの流派でも総画の判断においては霊数は加えない。
20歳以上の場合のみに霊数を加える流派もある。

### 凶数
凶意を示す数。ただし、姓名とは強弱の調和が最も重要であり、姓名の一部に凶数を含むことが一般的に「悪い」と解釈されるべきではない。
一般的には以下の数字が凶数とされている：
2 4 9 10 12 14 19 20 22 26 27 28 34 36 43 44 46 49 50 51 54 56 59 60 62 64 66 69 70 72 74 76 79 80　(但し9は人格数に限り吉に成る)

### 吉凶数
一般的には1から81までの画数から選択するが、前述の通り強い数ばかりを選んでも逆に凶意を強めることになってしまうので注意が必要である。鑑定家に頼む際も判断する人の学識や人格なども加味されるので、卓越した鑑定家が扱えばその人の道標になるが適当に決められると凶器にもなりうるから鑑定家を選択の際にも十分注意が必要である。
一般的な吉数1、3、5、6、7、8、11、13、15、16、17、18、21、23、24、25、29、31、32、33、35、37、38、39、41、45、47、48、52、57、58、61、63、65、67、68、81以降は1と同じ意味になる。
各々の数に固有の意味がある。各部分の姓名の画数から被鑑定者の性格や考え方を調べた上で総合的な解釈、あるいは人生の進むべき方向性の示唆をするのが一般的であるが、ここは鑑定者の腕の見せ所である。
なお、流派によっては女性には逆に凶数となる場合もある。

## その他の凶配列
以下凶配列に関しては全ての流派で採用されている訳ではなく、考え方そのものがない流派も多い。
天地同格（天地同画）
天格と地格が同数になることを天地同格といい、多くの流派で大凶としている。
陰陽配合
姓名のすべての漢字が偶数のみまたは奇数のみの場合を、陰陽配合と呼び、やはり凶としている。また、両方があっても並び方によってはさらに凶であるとする場合もある。
天天地地・精神連鎖
姓の最初の文字と、名の最後の文字が同画であること。精神的に不安定になることが多いとされる。
天地連鎖
姓の最初の文字と、名の最初の文字が同画であること。凶現象を引き寄せるとされる。

## 画数計算
画数の計算にはいくつかの方法がある。康煕字典を基準とした、旧字体の画数で計算する流派と、現行の新字体の画数で計算する流派がある。
また、部首を本字に直して計算する場合があり、旧字体派の場合はこの方法をとることが多い。たとえば「洋」は9画だが、さんずいは本字に直すと水であるため4画と計算し、合計10画とする。くさかんむりのように、3画派、4画派、6画派がそれぞれ地位を持っているものもある。
また、「澤・沢」のように両方が使われている場合や、「佐々木」の々のように同じ字が続く場合はどうするかについても流派によって異なる。
漢字だけではなく、ひらがなでも実際に手で書く画数とは異なる画数で計算する場合もある（「ち」を3画など）。

## 芸名などの扱い
芸能人の芸名や、作家の筆名など、本名以外に世に知られた姓名を使用する者の場合については、双方の格数をそれぞれで計算することは多くの流派に共通しているが、どちらに重きを置くかについては、見解は分かれている。

## 実用例
歌手の本田美奈子.は、姓名判断により名前の最後に点をつけた。シャープ元社長の片山幹雄の「片」は社長就任後に下の横棒が右につき抜ける字に書き換えられ、社内PCには外字登録までされていた。また、麻原彰晃は姓名判断を考慮した類いまれな吉名であるとされる。
このほかにも野球の山本浩二や歌手の石田燿子、加山雄三、渡辺えりなどが姓名判断を元に改名した経験を持つ。